# Heliconius numata
Heliconius numata is een vlinder uit de familie Nymphalidae. De wetenschappelijke naam van de soort is, als Papilio numata, voor het eerst geldig gepubliceerd in 1780 door Pieter Cramer.